# Evolving the Alien
 (décembre 2016).
Si vous disposez d'ouvrages ou d'articles de référence ou si vous connaissez des sites web de qualité traitant du thème abordé ici, merci de compléter l'article en donnant les références utiles à sa vérifiabilité et en les liant à la section « Notes et références ».
Evolving the Alien est un livre de science populaire 2002 sur la xénobiologie par le biologiste Jack Cohen et le mathématicien Ian Stewart.
Le concept pour le livre provient d'une conférence que Cohen avait révisée pendant de nombreuses années, qu'il a appelée POLOOP, pour "Possibilité de vie sur d'autres planètes".